# دايموند تور 2022
دايموند تور 2022 (بالفرنسية: Diamond Tour 2022)‏ هو سباق دراجات هوائية، وهو الموسم الثامن من دايموند تور ‏، وأقيم في 12 يونيو 2022 ضمن سباقات سباق الدراجات على الطريق للسيدات 2022.
فاز بالمركز الأول كيارا كونسوني، وبالمركز الثاني Marthe Truyen ‏، وبالمركز الثالث Georgia Danford ‏.

## الفرق
| فرق دراجات قارية سيدات (11)- Andy Schleck–CP NVST–Immo Losch ‏ - إن إكس تي جي ريسينغ 2022 ‏ - بنجوال شوفالمير-فان إيك سبورت 2022 ‏ - كوب هايتك بوردكتس 2022 ‏ - لوتو سودال للسيدات 2022 ‏ - مولتوم أكونتانتس 2022 ‏ - باركهوتل فالكنبورغ 2022 ‏ - بلانتور بورا 2022 ‏ - روبل كليننينج 2022 ‏ - St. Michel–Preference Home–Auber93 (women's team) ‏ - فالكار ترافل سيرفس 2022 ‏ فريق وطني- فريق بلجيكا لركوب الدراجات للسيدات 2022 ‏ فريق دراجات هواة- دبليو سي سي تيم 2022 ‏ فرق دراجات هواة سيدات (11)- ARA-Pro Racing Sunshine Coast‏ - A.S.D. Women‏ - Bingoal WB Ladies‏ - Belco-Van Eyck ‏ - Hoop Op Zegen Beveren‏ - Isorex‏ - Keukens Redant ‏ - KDM-Pack‏ - Proximus-Alphamotorhomes‏ - Pro-Noctis-Rotor-Rechilli ‏ - S-bikes Doltcini‏ |  |
| |  |

## التصنيف العام النهائي
| التصنيف العام | التصنيف العام      | التصنيف العام | التصنيف العام                                      | التصنيف العام |  |
| العداء        | العداء             | البلد         | الفريق                                             | الوقت         |  |
| ------------- | ------------------ | ------------- | -------------------------------------------------- | ------------- |  |
| 1             | كيارا كونسوني      | إيطاليا       | فالكار سيلانس ‏                                     | 3 س 28 د 00 ث |  |
| 2             | Marthe Truyen ‏     | بلجيكا        | بلانتور بورا سيلينج تيم ‏                           | + 0 ث         |  |
| 3             | Georgia Danford ‏   | أستراليا      | Andy Schleck–CP NVST–Immo Losch ‏                   | + 0 ث         |  |
| 4             | Sofie van Rooijen ‏ | هولندا        | باركهوتل فالكنبورغ ‏                                | + 0 ث         |  |
| 5             | Danique Braam ‏     | هولندا        | بنجوال شوفالمير ‏                                   | + 0 ث         |  |
| 6             | Simone Boilard ‏    | كندا          | St. Michel–Preference Home–Auber93 (women's team) ‏ | + 0 ث         |  |
| 7             | Lieke Nooijen ‏     | هولندا        | باركهوتل فالكنبورغ ‏                                | + 0 ث         |  |
| 8             | Kristýna Burlová ‏  | التشيك        | لوتو بيليسول للسيدات ‏                              | + 0 ث         |  |
| 9             | Susanne Meistrok ‏  | هولندا        | Proximus-Alphamotorhomes ‏                          | + 0 ث         |  |
| 10            | Marith Vanhove ‏    | بلجيكا        | باركهوتل فالكنبورغ ‏                                | + 0 ث         |  |